# Ludwig Balthasar Müller
Ludwig Balthasar Müller, auch Balthasar Ludwig Müller (* 23. April 1662 in Heidelberg; † 3. Februar 1746 in Thalitter) war Münzmeister in Hanau, dann von 1709 bis zu seinem Tod Oberberginspektor in Thalitter und der Begründer des Kupferbergbaus im Tal der Itter im heutigen Landkreis Waldeck-Frankenberg in Nordhessen.

## Familie
Ludwig Balthasar Müller war der älteste Sohn des Hanauer Münzmeisters Sebastian Müller. Er folgte beruflich seinem Vater und wurde ebenfalls Münzmeister in Hanau. Im Jahre 1696 heiratete er die Pfarrerstochter Ursula Maria Schmoll (1675–1730), mit der er neun Kinder hatte. Die jüngste Tochter, Philippine Johannette Elisabeth (* 30. Januar 1713) heiratete am 17. Juli 1730 den hessen-darmstädter Amtmann des Amts Herrschaft Itter in Vöhl, Caspar Christian Teuthorn (1689–1772).

## Leben
Im Jahre 1708 reiste er in die Grafschaft Waldeck, um im Auftrag des Grafen Friedrich Anton Ulrich bei Bergfreiheit, wo der Kupferbergbau im Jahre 1662 eingestellt worden war, und im übrigen Amt Wildungen nach Kupfererzen zu schürfen. Der Graf belehnte ihn mit allen im Amt Wildungen befindlichen Bergwerken. Die ab 1728 von Müller bei Bergfreiheit getätigten Bemühungen und Investitionen stellten sich als teuer und unergiebig heraus, und Müller trennte sich ab 1730 schrittweise von seinen Anteilen am dortigen Bergwerk.
Bereits 1708 lernte Müller in Frankenberg den hessen-darmstädter Bergrat Brumm kennen, der in landgräflichem Auftrag im Ittertal bisher erfolglos Goldwäsche versucht hatte und auch mit einem kleinen Erkundungsstollen am Kuhlenberg bei Dorfitter keinen Erfolg gehabt hatte. Brumm veranlasste Müller, die bergmännischen Anstalten in der Herrschaft Itter, einer hessen-darmstädter Exklave in der Grafschaft Waldeck, zu begutachten. Müllers Bewertung und Vorschläge waren positiv, und die landgräfliche Regierung übertrug ihm daraufhin die Leitung der Arbeiten und ernannte ihn im nächsten Jahr zum Berginspektor, einige Jahre später zum Oberberginspektor zu Thalitter. Zur gleichen Zeit wurde der Kammerjunker Freiherr Philipp Franz Forstmeister von und zu Gelnhausen († 1738) zum Oberberghauptmann im darmstädtischen Amt Herrschaft Itter ernannt.
Müller befasste sich zunächst mit dem Anlegen einer neuen Goldwäsche nördlich der Scheuermühle bei Herzhausen, wo der Wennebach in die Itter mündet. Als er aber sehr bald am Kuhlenberg bei Dorfitter Kupferschiefer entdeckte und 1709 bei der Anlage eines Stollens auf Alten Mann und schmelzwürdige Erze traf, konzentrierte er sich auf den Kupferbergbau. Er und Oberberghauptmann Forstmeister von Gelnhausen gründeten eine Berggewerkschaft, für die 130 Kuxe gezeichnet wurden; er selbst besaß 30 Stück. Die Gewerkschaft betrieb die Grube und wurde von der landgräflichen Regierung lediglich beaufsichtigt und geleitet; Müller und Forstmeister von Gelnhausen, obschon landgräfliche Beamte, waren förmlich mit der Grube belehnt. Die Goldwäsche wurde, nach erheblichen Investitionen, als unrentabel aufgegeben. Ein in der Appelau zwischen Thalitter und Dorfitter bereits 1709 abgeteufter Schacht stieß 1710 auf ein frisches und abbauwürdiges Kupferschiefer-Feld, das den Namen „Die Güte des Herrn“ erhielt. In rascher Folge ließ Müller weitere Schächte in der Gemarkung von Thalitter abteufen. Dabei erfreute er sich der Unterstützung des Landgrafen Ernst Ludwig, der wegen seiner aufwendigen Hofhaltung dringend auf Einnahmen angewiesen war. Wo Müller neue Felder mit abbauwürdigen Erze fand, ließ sich vom Landgrafen damit belehnen, so 1712 am Wolfsnabel und 1715 auf dem Rosengarten, wo das Feld den Namen „Himmlisches Heer“ erhielt. Das am 19. März 1711 in Darmstadt erlassene Bergpatent für das Amt Herrschaft Itter verschuf dem Bergwerk und der Gewerkschaft starke Unterstützung. Es begünstigt auch die Bergleute, die sich in Thalitter niederlassen wollten, und sehr bald entstand am Osthang des Lorbergs, gegenüber der alten Itterburg, ein kleines Bergarbeiterdorf, das als „die Freiheit“ bezeichnet wurde.
Bereits 1712 errichtete die Berggewerkschaft eine eigene Kupferhütte, nachdem man den Besitzer des erforderlichen Geländes durch herrschaftlichen Befehl zur Abgabe gezwungen und finanziell entschädigt hatte. Um alle geförderten Schiefer zu verschmelzen, musste die Hütte schon bald um zwei weitere Schmelzöfen erweitert werden. Die Geschäfte gingen so gut, dass sich das Werk bereits zum Jahresende 1713 freigebaut hatte (die bis dahin aufgebrachten Kosten von 21233 Gulden und 20½ Kreuzern waren wieder erwirtschaftet worden) und die Gewerkschaft noch vor Ablauf der gesetzlichen Freijahre in der Lage war, der landgräflichen Regierung ab 1714 den Zehnten zu entrichten. Aus diesem Anlass wurden die Itterischen Bergtaler geschlagen, mit dem Brustbild des Landgrafen Ernst Ludwig auf der einen Seite, der Umgebung des Bergwerks und der Aufschrift „Gott hat seinen reichen Segen in dich, Itter, wollen legen“ auf der anderen. Ende des Jahres 1714 wurde die Ausbeute aus diesen Bergtalern unter die Gewerken verteilt.

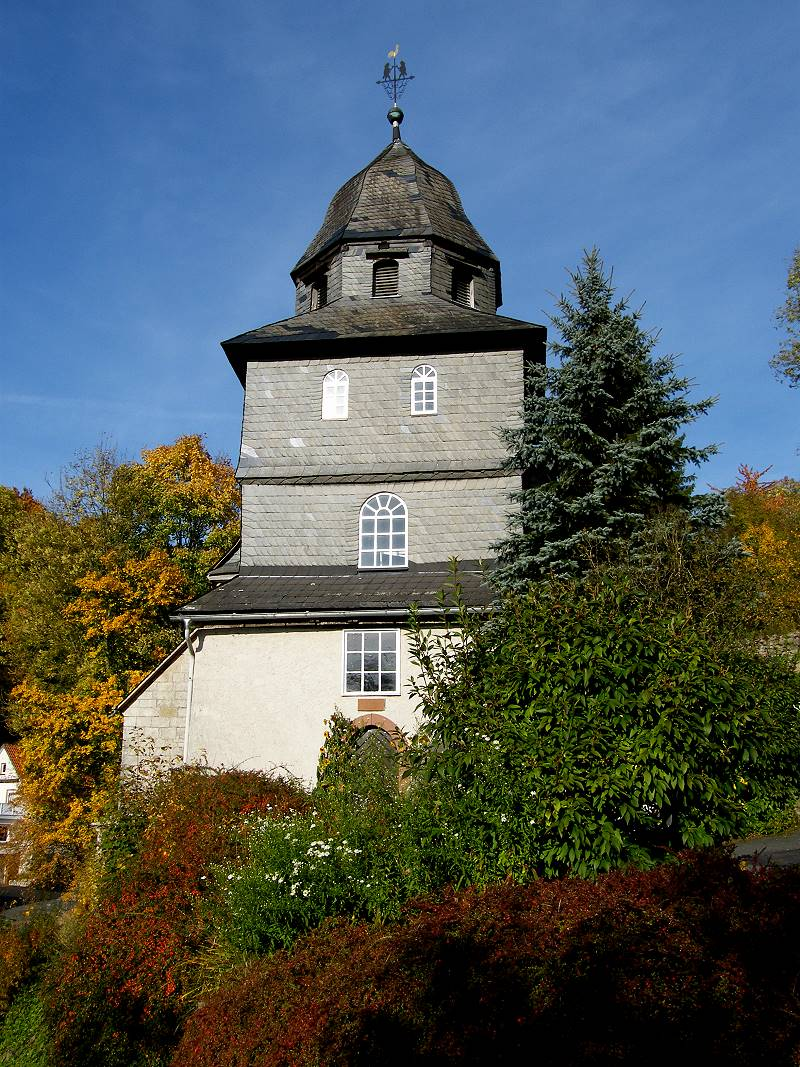
Bergkirche Thalitter

Die alte Kapelle in Thalitter wurde 1714 der Berggewerkschaft übergeben. Müller ließ sie erneuern und erweitern, und Anfang 1716 wurde die heutige Bergkirche eingeweiht. Gleichzeitig erhielt die Gewerkschaft das Kirchenpatronat, das Müller ausübte. Zwei der drei Glocken tragen Inschriften, mit denen Müller sich in die Ortsgeschichte einschrieb. An der Südwand wurde vergittertes herrschaftliches Kirchengestühl eingebaut, das Müller und seiner Familie vorbehalten war. 1722 erhielt das Thalitterer Bergwerk ein für die Berggemeinde abgefasstes Gebet- und Gesangbuch, das 1756 verbessert und neu aufgelegt wurde.
In Anbetracht dessen, dass Thalitter das Zentrum des Bergbaus im Amt Herrschaft Itter war, wurde das bisher in Vöhl angesiedelte Bergamt 1715 nach Thalitter verlegt, und Müller wurde dessen Leiter. 1718 schenkte ihm der Landgraf das dreigeschossige repräsentative Fachwerkhaus auf dem Gelände der landgräflichen Meierei in Thalitter, das von Landgraf Georg III. von Landgrafschaft Hessen-Darmstadt-Itter errichtet worden war und noch heute als sogenanntes „Großes Haus“ das Ortsbild dominiert. Das Gebäude wurde sein Wohnsitz und blieb bis 1868, als der Bergbau im Ittertal eingestellt wurde, Amtssitz des Bergamts.

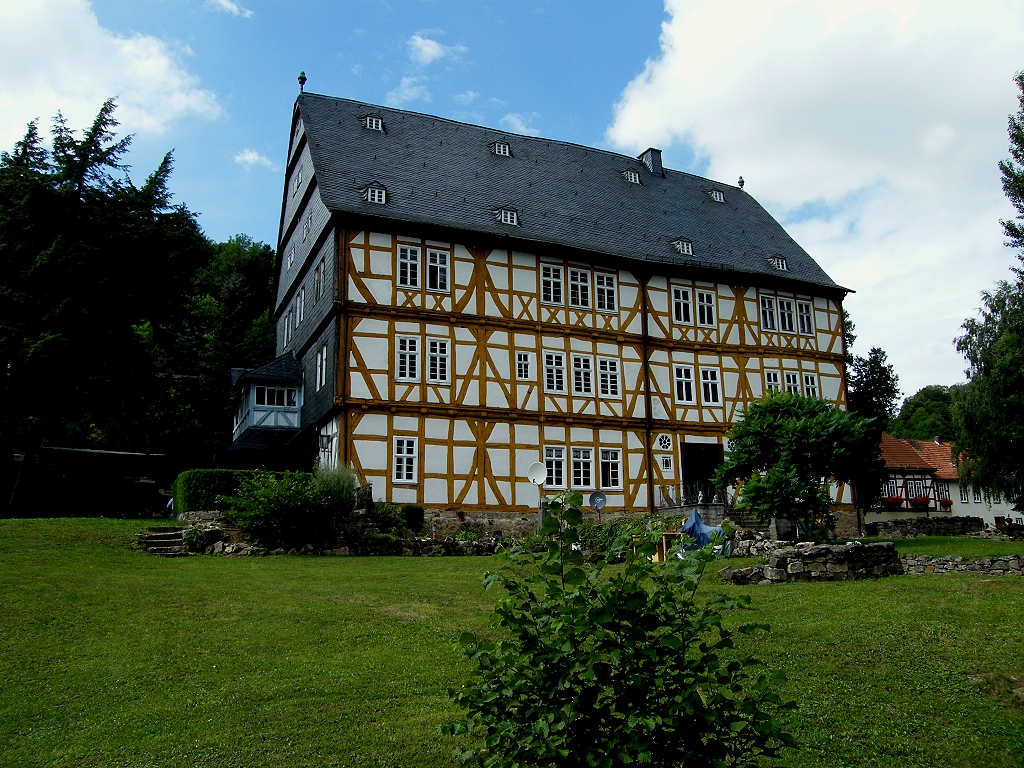
Das Große Haus, Bergamt und Müllers Wohnsitz

Müller blieb bis zu seinem Tod im Jahre 1746 die bestimmende Figur im Kupferbergbau des Ittertals, und er blieb weiterhin erfolgreich. Neue Erzfunde glichen die allmähliche Erschöpfung älterer Felder aus, der Bau von Wasserlösungsstollen in einigen Gruben machte den Einsatz von Pumpen und Wasserlösungsmaschinen unnötig, und die Vereinigung der bisher getrennten Gewerkschaften des „Himmlischen Heers“ und des „Rosengartens“ im Jahre 1717 vereinfachte nicht nur die Verwaltung, sondern hatte auch den Vorteil, dass die Erze der beiden Gruben bei der Verhüttung nun miteinander gattiert und verschmolzen werden konnten, was Kohle sparte und besseres Kupfer erzeugte. Die durchschnittliche jährliche Kupferproduktion belief sich von 1714 bis 1720 auf etwa 1112 Zentner, im nächsten Jahrzehnt auf rund 1069 Zentner. Im Jahrzehnt 1731–1740 fiel die Ausbeute, stieg dann aber ab 1741 wieder an.
Müllers Ehefrau Ursula Maria starb 55-jährig am 30. Dezember 1730. Ihre Beerdigung in der Bergkirche von Thalitter, mit allen Attributen barocker Prachtentfaltung, die für das Bürgertum noch schicklich waren, war für ihn ein Anlass nicht nur zum Trauern, sondern auch zum Zurschaustellen der eigenen herrschaftlichen Stellung. Davon zeugt noch heute die Ausgestaltung des Kirchenraumes nach diesem Ereignis. Vor dem Altar ließ er eine große quadratische Kupferplatte anbringen, auf der die ganze Familie in Anbetungshaltung erscheint, darunter das Müllersche Wappen und die Namen und Daten aller Familienmitglieder. Ein Wandgemälde, kirchenwandhoch zwischen den beiden Kirchenfenstern der Nordwand, wiederholt die Motive der Grabplatte und zeigt die um den geöffneten Sarg stehende Familie.
Ludwig Balthasar Müller starb am 3. Februar 1746. Er wurde neben seiner Frau in der Bergkirche beigesetzt. Seine Kuxen hatte er noch bei Lebzeiten an Frankfurter Gewerken verkauft. Sein Nachfolger im Bergamt zu Thalitter wurde der Berginspektor Wirth.